# Roemeens honkbalteam

De Roemeense vlag.

Het Roemeens honkbalteam is het nationale honkbalteam van Roemenië. Het team vertegenwoordigt Roemenië tijdens internationale wedstrijden.
Het Roemeens honkbalteam sloot zich in 1991 aan bij de Europese Honkbalfederatie (CEB), de continentale bond voor Europa van de IBAF.

## Kampioenschappen

### Europees kampioenschap onder-12
Roemenië nam één enkele keer deel aan het Europees kampioenschap honkbal onder-12. De achtste plaats werd behaald.
| Editie    | 2009 |
| Prestatie | 8e   |